# Southeastern Grocers
Southeastern Grocers (Sydøstlige Købmænd på dansk) er et supermarkedportfolio med hovedsæde i Jacksonville, Florida. Southeastern Grocers er moderselskabet til BI-LO, Harveys Supermarkets, og Winn-Dixie.
| Firma | Spire Denne artikel om et firma eller en virksomhed i USA er en spire som bør udbygges. Du er velkommen til at hjælpe Wikipedia ved at udvide den. |